# Astor Piazzolla
Astor Piazzolla (ur. 11 marca 1921 w Mar del Plata, zm. 4 lipca 1992 w Buenos Aires) – kompozytor tanga argentyńskiego, wirtuoz bandoneonu, tanguero.

## Życie
Astor Piazzolla był jedynym dzieckiem Vincentego Piazzolli i Asunty Mainetti, urodzonych tak jak ich syn w Mar del Plata, dzieci emigrantów włoskich. Rodzina jego ojca pochodziła z miejscowości Trani (Apulia) we Włoszech, a rodzina matki z miejscowości Lucca (Toskania). W 1925 r. rodzina przeniosła się do Nowego Jorku, gdzie mieszkali do 1936 r.

To była dzielnica pełna przemocy, gdyż istniał głód i nienawiść. Dorastałem oglądając to wszystko. Gangi walczyły ze sobą, kradzieże i zabójstwa każdego dnia. W każdym razie Ósma Ulica, Nowy Jork. Elia Kazan, Al Jolson, Gershwin, Sophie Tucker śpiewali w Orpheum, barze, który stał na rogu domu... To wszystko – więcej przemocy, więcej ekscytujących rzeczy niż w Nowym Jorku – jest w mojej muzyce, w moim życiu, w moim zachowaniu, w moich relacjach.

W 1929 r. Piazzolla dostał od ojca pierwszy bandoneon, a cztery lata później podjął naukę u Beli Wildy, wybitnego węgierskiego pianisty, ucznia Siergieja Rachmaninowa. Piazzolla powiedział o nim później: dzięki niemu pokochałem Bacha. W 1934 r. zagrał w filmie El Día Que Me Quieras razem z Carlosem Gardelem, królem klasycznego tanga.
Po powrocie do Argentyny, w roku 1939, zaczął grać w zespole Aníbala Troilo – najsłynniejszej wówczas orkiestry grającej tango. Po śmierci Tróili Piazzolla zaczął karierę solową. W 1954 r. otrzymał stypendium, dzięki któremu wyjechał do Paryża, by kształcić się u Nadii Boulanger. To ona nauczyła Piazzollę czerpać z ojczystej muzyki i skierowała jego uwagę na tango. Międzynarodową sławę Piazzolla zdobył na początku lat 80., gdy tworzył z Quinteto Tango Nuevo, założonym w 1976 r. Koncertował z tą grupą do 1989 r., a potem skoncentrował się na koncertach na bandoneon solo z orkiestrą. Piazzola osiągnął sukcesy muzyczne w Stanach Zjednoczonych w latach 80. W 1990 roku jego kariera została przerwana przez udar mózgu. Zmarł dwa lata później w Buenos Aires.

## Muzyka: nuevo tango
Oryginalny styl stworzony przez Piazzollę znany jest pod nazwą „nuevo tango”. Nie jest to tango przeznaczone do tańczenia, lecz kunsztownie stylizowana muzyka do słuchania (podobnie jak wcześniej tango Igora Strawinskiego).
Charakterystyczne jest dla niego nawiązanie do baroku: do formy passacaglii, do barokowego kontrapunktu w sposób nasuwający skojarzenie z fugą. Rytm tanga bywa wyraźny, ale równocześnie ulega wyraźnym zakłóceniom. Harmonia również odbiega od tradycji, dzięki chromatyce, a nawet dysonującej chromatyce. Częste są nawiązania do jazzu. Stosowane są również niekonwencjonalne sposoby gry (jak w sonoryzmie), charakterystyczne dla brzmienia są glissanda. Wyraźnie zachowana jest natomiast charakterystyczna dla tanga atmosfera pewnej melancholii.
„Nuevo tango” stanowiło tak daleko posunięte przetworzenie tanga tradycyjnego, że wielu Argentyńczyków do tego stopnia nie mogło się pogodzić z takim sposobem potraktowania ich narodowego tańca, że kompozytor spotykał się nawet z przejawami agresji.

## Dyskografia
- 1974 – Libertango
- 1986 – Astor Piazzolla Plays Astor Piazzolla
- 1986 – Tristezas de un Doble A
- 1986 – Tango: Zero Hour
- 1987 – Astor Piazzolla: The Central Park Concert
- 1987 – Suite for Vibraphone and New Tango Quintet
- 1987 – Sur
- 1988 – Concierto para Bandoneon
- 1988 – The New Tango
- 1989 – Tangos
- 1989 – Tanguedia de Amor
- 1990 – La Camorra: La Soledad de la Provocacion Apasiona
- 1990 – Lumiere
- 1990 – Vanguardistas del Tango
- 1990 – Astor Piazzolla
- 1990 – Libertango
- 1991 – Astor Piazzolla & Alberto Ginastera
- 1991 – Adios Nonino
- 1991 – Maria de Buenos Aires
- 1992 – Music for Two Guitars
- 1992 – Ballet Tango
- 1992 – The Vienna Concert
- 1992 – Luna
- 1992 – Woe

Albumy wydane pośmiertnie

- 1993 – The Lausanne Concert (Live)
- 1993 – Music of Astor Piazzolla
- 1993 – La Camorra
- 1993 – The Rough Dancer and the Cyclical Night
- 1994 – Milonga del Angel
- 1994 – Y Su Noneto
- 1994 – Tiempo Nueve
- 1994 – Oblivion
- 1995 – Homage to Astor Piazzolla
- 1995 – Cafe 1930
- 1995 – Pulsacion
- 1996 – Persecuta
- 1996 – An 57 Minutos con la Realidad
- 1996 – Music of Latin America
- 1996 – Decameron Negro
- 1996 – Bandoneon Sinfonico
- 1996 – Concerto for Bandoneon (Live)
- 1997 – Astor Piazzolla
- 1997 – Desde Argentina
- 1997 – Spirit of Buenos Aires
- 1997 – Concierto de Nacar
- 1997 – Muerte del Angel
- 1997 – Tres Minutos con la Realidad
- 1997 – Libertango
- 1998 – Tango Malambo
- 1998 – Milva & the Tango of Astor Piazzola
- 1998 – Piazzolla & Cello Passion
- 1998 – Adios Nonino
- 1998 – Libertango
- 1998 – Maria de Buenos Aires
- 1999 – Adios Nonino
- 1999 – Homage a Liege
- 1999 – Saexotango
- 1999 – Tango Ballet
- 2000 – Finally Together
- 2002 – Regresso al sur
- 2003 – Adios Nonino
- 2003 – Pulsación
- 2004 – Astor Piazzolla [Galaxy] 2CD